# Zombies 2
 (octobre 2020).
Si vous disposez d'ouvrages ou d'articles de référence ou si vous connaissez des sites web de qualité traitant du thème abordé ici, merci de compléter l'article en donnant les références utiles à sa vérifiabilité et en les liant à la section « Notes et références ».
Pour les articles homonymes, voir Zombies (homonymie).
Série
Zombies
(2018) Zombies 3
(2022)
Pour plus de détails, voir Fiche technique et Distribution.
Zombies 2 (stylisé Z-O-M-B-I-E-S 2) est un téléfilm musical américain, faisant partie de la collection des Disney Channel Original Movies, réalisé par Paul Hoen et diffusé pour la première fois le 14 février 2020 sur Disney Channel.
En France, le film est diffusé pour la première fois le 20 octobre 2020 sur Disney Channel.

## Synopsis
Il y a très longtemps à Seabrook, des colons ont combattu un groupe de loups-garous pour une pierre de lune qu'ils ont depuis gardée cachée sous terre. Dans le présent, le temps a passé depuis que Seabrook et Zombietown ont réglé leurs différents. Zed prévoit de demander à Addison de l'accompagner au Prawn ( La Pêche ), le bal de Seabrook, tandis qu'Addison travaille à diriger son équipe de pom-pom girls zombies et humains contre une équipe de pom-pom girls plus expérimentées, toutes humaines. Bucky annonce qu'il se présentera pour le poste de président du lycée et, par conséquent, donnera son poste de capitaine à quelqu'un d'autre, ce à quoi Addison et ses acolytes, les Aceys, manifestent leur intérêt. Quand le bus transportant les pom-pom girls s'écrase dans la zone interdite à proximité de la forêt interdite; Addison voit les loups-garous, ce qui effraient l'équipe des supporters. À leur retour à Seabrook, les habitants de la ville deviennent méfiants et le maire rétablit les lois anti-monstres. Dans le cadre de ces lois anti-monstres, les zombies sont bannis du Prawn, alors Zed décide de se présenter contre Bucky à la présidence afin d'aller au Prawn avec Addison.
Pendant ce temps, les colliers de pierre de lune des loups-garous locaux qui leur donnent des capacités de loup-garou perdent de leur pouvoir, ils doivent donc trouver la pierre de lune afin de recharger leurs colliers. La prophétie déclare qu'une fille aux cheveux blancs appelée la Grande Alpha leur montrera où se trouve cette pierre de lune. Certains d'entre eux commencent à soupçonner qu'Addison est la Grand Alpha en raison de sa chevelure blanche alors ils s'inscrivent à Seabrook High pour se rapprocher d'elle. Zed tente de les convaincre de voter pour lui en leur offrant des conseils sur la façon de s'assimiler à Seabrook, qu'ils ignorent car ils apprécient adopter leurs traits de loup-garou plutôt que de se fondre. Lors de l'entraînement des pom-pom girls, Addison convainc les loups-garous de se joindre à eux;  alors que Zed et Eliza entrent dans la salle d'entraînement, ils soupçonnent que Wyatt, l'un des loups-garous, aime Addison, ce qui rend Zed jaloux et commence une bagarre entre lui et Addison.
Les loups-garous amènent finalement Addison dans leur tanière, où ils lui racontent la prophétie, et lui donnent un collier de pierre de lune entièrement chargé, qu'ils ont gardé pour le Grand Alpha. Si elle le met et est vraiment un loup-garou, elle se transformera en un. Les loups-garous acceptent de lui laisser un jour pour y réfléchir. Ils ressentent une explosion venant de la centrale électrique d'où sont nés les zombies. Si la centrale électrique est détruite, elle s'effondrera et détruira la pierre de lune, qui se trouve sous elle. Le lendemain, Addison montre le collier à Zed, et il en profite pour le prendre quand elle détourne le regard car il refuse qu'elle devienne un loup-garou. Zed participe à son débat présidentiel contre Bucky et le gagne, mais lorsqu'il s'apprêtait à prendre son discours de remerciement, le collier s'aimante à son Z-Band et il devient un zombie à part entière. Tout le monde s'enfuit en hurlant, ce qui fait perdre à Zed les élections.
Pendant ce temps, les loups-garous se dirigent vers Seabrook Power, où l'alarme se déclenche immédiatement et la patrouille zombie apparaît. Addison et Bree entendent également l'alarme de l'école et se rendent compte qu'elles doivent aider les loups-garous. Les loups-garous sont arrêtés sur le site de démolition. Addison arrive avec les pom-pom girls et les zombies, qui font accepter aux adultes de ne pas détruire le bâtiment. Ils sortent tous pour fêter ça et Zed révèle à Addison qu'il lui a pris le collier. Elle se fâche contre lui et met le collier, mais découvre qu'elle n'est pas un loup-garou.  Le dispositif contrôlant la démolition court-circuite et provoque la destruction de l'ensemble du bâtiment.
La nuit des crevettes, le bal de Seabrook, arrive et Zed, ainsi que le reste des zombies et des loups-garous, se présentent pour écraser cette loi anti-monstres. Zed et Addison se réconcilient durant un slow.
À la fin du slow, le sol se met à trembler et se divise en deux. Le trou dégage une lueur bleue semblable à la pierre de lune des loups-garous. Ils se rendent compte qu'elle n'est pas détruite et s'élance dans le trou pour la trouver; les humains et les zombies suivent pour aider. Ils trouvent la pierre de lune, mais un énorme rocher bloque leur sortie. Zed, grâce à la motivation d'Eliza, est maintenant apte a enlever son Z-Band et à se contrôler. Il utilise sa force de zombie pour soulever le rocher et permet aux autres de sortir la pierre de lune en toute sécurité. Ils retournent tous au Prawn en fêtant leur victoire et Zed et Addison eurent leur premier baiser.
Le bal est terminé et la dernière scène se produit dans la chambre d'Addison, en train de dormir. Un rocher bleu brillant tombe du ciel. Cela provoque un court-circuit du réveil d'Addison qui la réveille. On peut apercevoir ses cheveux briller d'un bleu vif pendant un court instant.

## Fiche technique
- Titre original et français : Zombies 2
- Réalisation : Paul Hoen
- Scénario : David Light et Joseph Raso
- Sociétés de production : Walt Disney Television
- Société de distribution : Disney Channel
- Pays d'origine :  États-Unis
- Langue originale : anglais
- Format : couleur
- Durée : 84 minutes
- Dates de première diffusion :
  - États-Unis : 14 février 2020 sur Disney Channel US
  - France : 20 octobre 2020 sur Disney Channel France

## Distribution
- Milo Manheim (VFB : Grégory Praet) : Zed
- Meg Donnelly (VFB : Audrey d'Hulstère) : Addison
- Emilia McCarthy (VFB : Laëtitia Liénart) : Lacey
- Jasmine Renee Thomas (VFB : Julie Dacquin) : Stacey
- Noah Zulfikar (VFB : Alessandro Bevilacqua) : Jacey
- Pearce Joza (VFB : Olivier Prémel) : Wyatt
- Chandler Kinney (VFB : Julie Khaye) : Willa
- Ariel Martin (VFB : Élisabeth Guinand) : Wynter
- Kylee Russell (VFB : Shérine Seyad) : Eliza
- Trevor Tordjman (VFB : Alexis Flamant) : Bucky
- Carla Jeffery (VFB : Sophie Pyronnet) : Bree
- James Godfrey (VFB : Sébastien Hébrant) : Bonzo
- Kingston Foster (VFB : Apolline Guyot) : Zoey

## Chansons
- We Got This
- We Own the Night
- Like the Zombies Do
- Gotta Find Where I Belong
- Call to the Wild
- I'm Winning
- Flesh & Bone
- Someday (Reprise)
- One for All
- The New Kid in Town

## Production
Le 11 février 2019, il est annoncé qu'une suite au téléfilm appartenant aux Disney Channel Original Movies, "Zombies", allait rentrer en production avec des stars de retour, un réalisateur et des écrivains.
Le film a commencé sa production au printemps 2019. Le 21 mai 2019, il a été annoncé que Pearce Joza, Chandler Kinney et Ariel Martin ont été choisis pour jouer de nouveaux personnages  dans le film. De plus, Kylee Russell, Trevor Tordjman, Carla Jeffery, James Godfrey et Kingston Foster reprennent leurs rôles du premier film.
Le film est écrit par David Light et Joseph Raso, réalisé par Paul Hoen , et produit par Anna Gerb, Paul Hoen et Joseph Raso. 
Le tournage du film a commencé le 27 mai 2019 et s'est terminé à Toronto le 15 juillet 2019.Le 12 décembre 2019, il a été annoncé que le film serait présenté en avant-première le 14 février 2020 sur Disney Channel US. Mary Pantelidis en sera la productrice.

## Audiences
Lors de sa première diffusion aux États Unis le 14 février 2020 à 20h, Zombies 2 a attiré un total de 2,46 millions de téléspectateurs avec une note de 0,52 pour les personnes âgées de 18 à 49 ans. 